# Polska Partia Socjalistyczna-Lewica (1906–1918)
Polska Partia Socjalistyczna-Lewica – nieoficjalna nazwa Polskiej Partii Socjalistycznej, która w 1906 na IX zjeździe PPS w Wiedniu większością głosów delegatów doprowadziła do wyeliminowania członków Wydziału Bojowego, co w efekcie doprowadziło do podziału i wyodrębnienia PPS – Frakcji Rewolucyjnej. Partia używała nazwy „PPS”. Przez członków Frakcji Rewolucyjnej nazywana „Frakcją Umiarkowaną”. Od 1909, gdy Frakcja Rewolucyjna powróciła do pierwotnej nazwy PPS, zaczęła w wydawnictwach litery P.P.S. umieszczać w czarnej obwódce dla zaznaczenia różnicy. Po pewnym czasie zwana zwyczajowo Lewicą PPS. Jej działacze w 1908 odrzucili program natychmiastowego odzyskania niepodległości Polski, stawiając na drogę rewolucji robotniczej w sojuszu z organizacjami rosyjskimi na rzecz obalenia caratu rosyjskiego i zbudowania republiki demokratycznej z uzyskaniem autonomii. W odrodzonej Polsce PPS-Lewica była współorganizatorem Rad Delegatów Robotniczych. W grudniu 1918, po XII zjeździe, część członków partii połączyła się z grupą działaczy SDKPiL w Komunistyczną Partię Robotniczą Polski.          
Jej organami prasowym były „Robotnik”, „Głos Robotniczy”, „Robotnik w Rosji” i „Myśl Socjalistyczna”, z partią sympatyzował także tygodnik „Społeczeństwo”.

## Powstanie PPS-Lewicy
W 1906 na IX zjeździe PPS w Wiedniu w listopadzie 1906 doszło do rozłamu pomiędzy częścią działaczy PPS a przedstawicielami Wydziału Bojowego PPS na tle strategii i taktyki PPS. Utworzyły się dwa odłamy: „Starzy” wierni pierwotnemu programowi, w którym na pierwszym miejscu była walka o niepodległość Polski i „Młodzi”, którzy byli zwolennikami przede wszystkim rewolucji socjalistycznej, a w swych poglądach zbliżali się do programu SDKPiL. Przedstawiciele Wydziału Bojowego usunięci z PPS utworzyli PPS – Frakcję Rewolucyjną. Pozostali na IX zjeździe delegaci wydali specjalną odezwę, w której, wyjaśniając przyczyny rozłamu, stwierdzili:

Rozłam obecny jest wynikiem długich walk wewnętrznych, rozdzierających naszą partię od początku rewolucji. Wewnętrzne te zatargi wypływały z tego, że pomiędzy towarzyszami partyjnymi były wielkie różnice w zapatrywaniu się na rewolucję w państwie rosyjskim i na nasz stosunek do tej rewolucji. (...) 
Dla zwolenników „starego” kierunku rewolucja rosyjska przedstawia się jedynie jako dogodna okazja do podjęcia walki o oderwanie Królestwa Polskiego do Rosji. Tymczasem „młody” kierunek uznał zdobycie niepodległości narodowej w toku obecnej rewolucji w caracie za niemożliwe. (...) Co się tyczy niepodległej rzeczypospolitej demokratycznej polskiej, ogarniającej obecne trzy zabory Polski (rosyjski austriacki i pruski), to „młody” kierunek nie wyrzeka się tego ideału, ale uznaje, że może on się spełnić tylko przez to, że klasa robotnicza każdego z zaborów Polski, działając wspólnie z proletariatem państw zaborczych, będzie walczyła o zaprowadzenie w nich ustroju całkowicie demokratycznego, republikańskiego. W żadnym zaś razie do niepodległości nie może prowadzić drogą „powstań narodowych”, mających na celu oderwanie zbrojną ręką tej czy innej części Polski od państwa zaborczego.

## Program PPS-Lewicy
W styczniu 1908 na X Zjeździe PPS-Lewicy w Cieszynie partia ogłosiła swój program. W programie odrzucono wprost żądanie niepodległości Polski. Postulatami ugrupowania były:
- zniesienie monarchii i przekształcenie Rosji w państwo demokratyczne oraz republikańskie;
- zniesienie biurokratycznego centralizmu państwowego oraz zdecentralizowanie ustroju państwa, władz jego prawodawczych, administracyjnych i sądowych;
- szeroka autonomia dla Polski, oparta na sejmie prawodawczym;
- zagwarantowanie  praw mniejszościom narodowym nie wyodrębnionym w autonomiczne jednostki terytorialne.

W sprawach politycznych PPS Lewica dążyła do oparcia demokracji na następujących reformach:
- powszechne i równe bez różnicy płci prawo wyborcze od 20. roku życia;
- bezpośrednie prawodawstwo ludowe (inicjatywa i referendum);
- szeroki rozwój samorządu miejscowego;
- wybieralność urzędników zajmujących odpowiedzialne stanowiska;
- wolność sumienia i słowa; wolność prasy, zgromadzeń, stowarzyszeń i strajków; nietykalność osobista;
- zniesienie nierówności obywateli wobec prawa; zniesienie praw upośledzających kobietę w stosunku do mężczyzny;
- powszechne, bezpłatne i obowiązkowe nauczanie do lat 16 oraz utrzymywanie na koszt ogółu dzieci szkolnych;
- zniesienie armii stałej i zaprowadzenie milicji ludowej;
- uznanie religii za sprawę prywatną obywateli; całkowite oddzielenie instytucji kościelnych od państwowych; świecki charakter szkoły;
- zniesienie podatków pośrednich; wprowadzenie podatku postępowego od dochodów i spadków.

W 1916 opuściła PPS-Lewicę grupa pod kierownictwem Władysława Kowalskiego, przechodząc do SDKPiL.
W grudniu 1917 na konferencji w Warszawie doszło do ujawnienia się podziałów w PPS-Lewicy odnośnie do postulatu niepodległości Polski. Większość organizacji łódzkiej i pabianickiej jako Opozycja Robotnicza PPS-Lewicy z Antonim Szczerkowskim powróciła do PPS. 

## Centralny Komitet Robotniczy PPS-Lewicy
- Na IX (rozłamowym) Zjeździe PPS w listopadzie 1906 w Wiedniu w skład CKR weszli: Maksymilian Horwitz-Walecki ps. Walecki, Wit, M. Bielecki ps. Zdzisław, dr Feliks Sachs ps. Jan, Feliks Kon ps. Bolesław, Paweł Lewinson vel Stanisław Łapiński ps. Andrzej, Bernard Szapiro ps. Witold.
- Na X Zjeździe PPS (Lewicy) w Cieszynie w styczniu 1908 w skład CKR weszli: Maria Koszutska ps. Wera Wera Kostrzewa, Paweł Lewinson vel Stanisław Łapiński ps. Andrzej, Jerzy Hasse ps. Konrad, Pinkus ps. Kuźma, Maksymilian Horwitz-Walecki ps. Wit, dr Feliks Sachs (wówczas w więzieniu wybrany warunkowo). Na konferencji w Krakowie dokooptowano Witolda Trzcińskiego ps. Kiejstut.
- Na XI Zjeździe PPS (Lewicy) w Opawie w 1912 w skład CKR wybrani zostali: Maria Koszutska ps. Wera Wera Kostrzewa, Maksymilian Horwitz-Walecki ps. Wit, Stefan Królikowski ps. Ogrodniczek, dr Feliks Sachs ps. Jan, Paweł Lewinson vel Stanisław Łapiński ps. Andrzej, Maria Szapiro ps. Wanda, Tadeusz Rechniewski ps. Baltazar[7].